# Edward Lowinsky
Edward Elias Lowinsky (geboren 12. Januar 1908 in Stuttgart; gestorben 11. Oktober 1985) war ein US-amerikanischer Musikwissenschaftler deutscher Herkunft.

## Leben
Lowinsky studierte von 1923 bis 1928 Klavier, Komposition und Dirigieren in Stuttgart an der Hochschule für Musik und Darstellende Kunst. Im Jahr 1933 promovierte er an der Universität Heidelberg mit einer Dissertation über Orlando di Lasso. Er lebte von 1933 bis 1939 in Holland, zog aber im Jahr 1940 in die Vereinigten Staaten und erlangte 1947 die Staatsbürgerschaft. Er lehrte am Black Mountain College (1942–47), am Queens College, New York (1947–56) und an der University of California (1956–61). Ab 1961 unterrichtete er an der University of Chicago. 1971 hatte er den Vorsitz der Konferenz über Josquin des Prez. Im Jahr 1973 wurde er zum Mitglied der American Academy of Arts and Sciences gewählt. Die Königlich Niederländische Akademie der Wissenschaften (KNAW) nahm ihn 1974 als auswärtiges Mitglied auf.
Er schrieb bedeutende Werke über Renaissance-Komponisten und war eine wichtige Figur bei der Neudefinition der Standards für die kritische Edition von Musikhandschriften. Die meisten seiner veröffentlichten Artikel wurden in Music in the Culture of the Renaissance (1989) von seiner Frau, der Musikwissenschaftlerin Bonnie J. Blackburn (* 1939), gesammelt.

## Schriften (Auswahl)
- Das Antwerpener Motettenbuch Orlando di Lasso’s und seine Beziehungen zum Motettenschaffen der niederländischen Zeitgenossen (dissertation, U. of Heidelberg, 1933)
- Secret Chromatic Art in the Netherlands Motet (New York, 1946)
- Tonality and Atonality in Sixteenth-Century Music (Berkeley, 1961)
- Josquin des Prez: New York 1971 (with B.J. Blackburn; proceedings of an international symposium)
- Cipriano de Rore's Venus Motet: its Poetic and Pictorial Sources (Provo, UT, 1986)
- Music in the Culture of the Renaissance and other Essays, ed. Bonnie J. Blackburn (Chicago, 1989)
- A Correspondence of Renaissance Musicians (with Bonnie J. Blackburn and Clement A. Miller; Oxford, 1990)